# Jan Pieńkowski
Jan Michał Pieńkowski (8 de agosto de 1936 - 19 de febrero de 2022) fue un autor británico de libros infantiles nacido en Polonia. Trabajó como ilustrador, escritor y diseñador de libros móviles y Pop-up. La fama le vino  por ilustrar la serie de libros ilustrados infantiles Meg y Mog. También realizó diseño escenográfico para el teatro. Por su contribución como ilustrador infantil fue nominado en el Reino Unido en 1982 y nuevamente en 2008 para el Premio internacional bienal Hans Christian Andersen, el mayor reconocimiento disponible para los creadores de libros infantiles.  
WorldCat, el catálogo de bibliotecas, afirma que la obra de Pieńkowski más ampliamente conservada en las bibliotecas participantes es Christmas, the King James Version (1984; EE. UU., ISBN 0394869230), un libro ilustrado de 24 páginas que "utiliza las palabras de los Evangelios de Lucas y Mateo para presentar la historia del nacimiento de Jesús".

## Biografía
Jan Pieńkowski nació en Varsovia, hijo de Jerzy, un administrador de granja, y Wanda (de soltera Garlicka), una científica. Tenía tres años en septiembre de 1939 cuando comenzó la Segunda Guerra Mundial en Europa con la invasión de Polonia. Estaba en un refugio antiaéreo durante un ataque con bombas incendiarias nazi, cuando un insurgente polaco le mostró técnicas de recorte de papel. Posteriormente los utilizó en más de 150 libros ilustrados. A partir de 1944, la familia se trasladó a Baviera, Austria e Italia, antes de establecerse en Herefordshire, Inglaterra, en 1946, donde Pieńkowski asistió a la Escuela Lucton.
A la edad de 10 años, no sabía hablar nada de inglés. Sin embargo, un año después aprobó su examen Eleven-Plus y asistió a la Escuela Cardinal Vaughan en Londres y más tarde leyó Clásicos Ingleses en  el King's College, Cambridge. Fue allí donde conoció a su amiga, y más tarde agente, Angela Holder, quien lo convenció de convertir uno de sus diseños de carteles en una tarjeta de felicitación.
Después de dejar la universidad, juntos fundaron la empresa de tarjetas de felicitación Gallery Five. Comenzó a ilustrar libros infantiles en su tiempo libre, pero pronto descubrió que esto le quitaba todo su tiempo.
En 1968, Pieńkowski comenzó a trabajar con la autora infantil Joan Aiken. Ganó la medalla anual Kate Greenaway por su libro de 1971, El reino bajo el mar y otras historias (Jonathan Cape), once "cuentos de hadas de Europa del Este y Rusia" narrados por Aiken.  Este premio de la Asociación de Bibliotecas reconoció la mejor ilustración de libro infantil del año realizada por un autor británico. En retrospectiva, los bibliotecarios lo califican de "brillantemente ilustrado con un estilo de silueta muy original y reconocible".  Un año antes había sido uno de los tres finalistas de Greenaway por The Golden Bird ( JM Dent, 1970), escrita por Edith Brill.
Pieńkowski es conocido fundamentalmente por ilustrar los libros de Meg y Mog escritos por Helen Nicoll, y por sus libros emergentes, incluidos Haunted House, Robot, Dinner Time, Good Night y otros 17.
Haunted House (Heinemann, 1979) le valió a Pieńkowski su segunda medalla Greenaway (nadie ha ganado tres).  Los bibliotecarios lo describen como "la casa de los objetos emergentes petrificantes".  El libro emergente tuvo tanto éxito que Intervisual Books Inc. lo reprodujo como parte de su Informe Anual de 1992. El informe señaló que "Haunted House se publicó por primera vez en 1979 y hasta esa fecha había vendido 1.083.366 copias, en 13 idiomas, en casi 30 países de todo el mundo".
Pieńkowski siempre estuvo interesado en el diseño de escenarios . Se le encargó que proporcionara diseños para el Théâtre de Complicité, La Bella y la Bestia para el Royal Ballet y La Bella Durmiente en Disneyland París.
En diciembre de 2008 fue invitado a Private Passions, un programa biográfico de debate musical en BBC Radio 3. Las notas publicadas del episodio incluyen la observación de que "sus elecciones musicales, todas con fuertes resonancias personales, reflejan su origen polaco así como su amor por Italia e Inglaterra". Las grabaciones de dos números polacos encabezaron el programa: "Infante santo, infante humilde", un villancico tradicional (letra en traducción al inglés) y la llamada Polonesa militar de Chopin.
En 2019, Pienkowski recibió el premio a la trayectoria de Booktrust.

## Vida personal y muerte
En octubre de 2009, Pieńkowski fue invitado al programa Desert Island Discs de BBC Radio 4. Durante el programa habló de su infancia, que pasó vagando por Europa, de su hermana pequeña muerta, de su bipolaridad y de su colección de prendas desechadas (que él mismo usaba o donaba a tiendas benéficas).
También habló de su relación de 40 años con su colaborador y compañero civil, David Walser, a quien conoció en un pub de King's Road, en el oeste de Londres. Firmaron su contrato de asociación en Richmond el primer día que esto fue posible en 2005.
Pieńkowski vivió y trabajó en Barnes, Londres, donde fue mecenas de la Sociedad Literaria de Barnes.
Murió por complicaciones de la demencia que sufría el 19 de febrero de 2022, a la edad de 85 años.

## El trofeo del premio Booker
En 1969, Pieńkowski diseñó un trofeo para el Premio Booker, que se presentó en la primera ceremonia de premios de ese año, concedida a PH Newby. Aunque la estatuilla estuvo fuera de uso durante muchos años, después de la muerte de Pieńkowski fue reinstalada en su honor y fue otorgada al ganador del Premio Booker  en 2022, Shehan Karunatilaka.

## Libros
- Annie, Bridget y Charlie (1967)
- El pájaro dorado (1972)
- abecedario
- Dinosaurios de ABC (1993)
- Libros de entrevistas sobre casas embrujadas
- Pascua de Resurrección
- Navidad
- La primera Navidad
- La primera navidad
- Clima
- Chisme
- El Bed & Breakfast de Botticelli
- Pequeños monstruos
- Formas
- Números
- Barcos
- Caras
- 1 2 3
- Grandes máquinas
- Timbre de la puerta
- Horarios de cena
- Meg y Mog
- Meg en la luna
- Meg y los romanos
- Los cuentos de hadas
- Noche
- Comida para mascotas
- Charla
- Oh Dios mío, una mosca
- Sí, no
- Robot
- Cerdo de la carretera
- Los animales entraron de dos en dos
- Pizza

## Lectura adicional
- D. Martin, "Jan Pienkowski", en Douglas Martin, The Telling Line: Ensayos sobre quince ilustradores de libros contemporáneos (Julia MacRae Books, 1989), págs. 187–201
- "Entrevista con Jan Pienkowski", Puffin Post (verano de 1984)